# Norte Litoral TV
A Norte Litoral TV (NL TV) é uma WebTV de Portugal com foco na Conurbação Póvoa de Varzim/Vila do Conde. A Norte Litoral TV iniciou as suas emissões a 13 de Junho de 2008 e pode neste momento vista no MEO Kanal em 18 25 15.

## Programação
- Jornal Litoral — telejornal diário
- Magazine Póvoa de Varim  — informação
- Estádio Litoral — desporto
- Reportagem  — reportagem semanal
- Página de Polícia — crime
- Gente de Quem se Fala — estilo
- Roteiro Cultural — artes
- Gente do Amanhã — infanto-juvenil
- Magazine Vila do Conde — informação
- Barcelos Aqui! — Semanário
- Esposende Aqui — Semanário
- Em Reportagem — Semanário
- Conversas de Escola — Educação

1. ↑  «NLtv faz 13 anos». Consultado em 19 de março de 2024